# Andrzej Reinhard

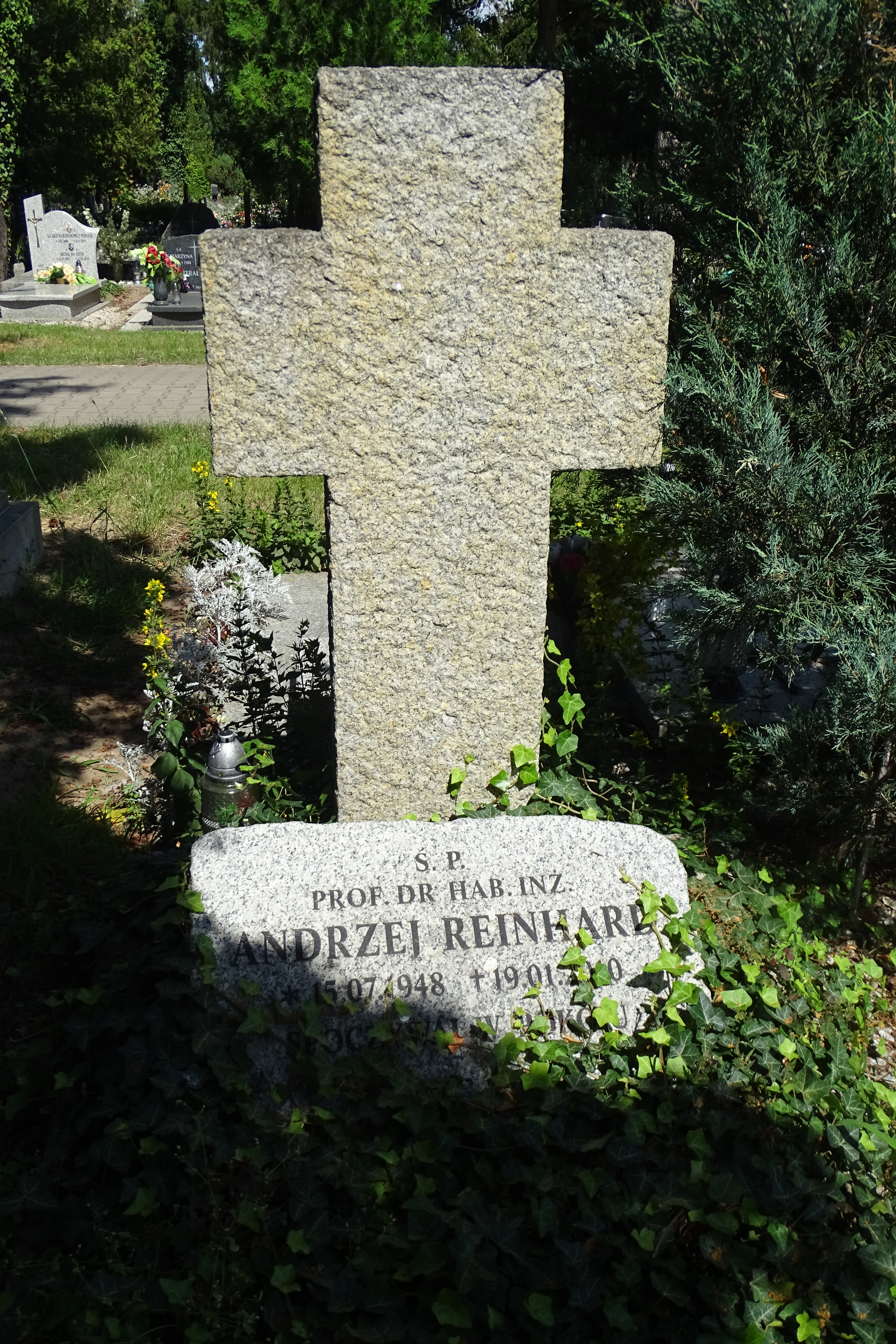
Grób prof. Reinharda na cmentarzu przy ul. Smętnej we Wrocławiu

Andrzej Filip Reinhard (ur. 15 lipca 1948 we Wrocławiu, zm. 19 stycznia 2010) – polski naukowiec, specjalista z zakresu kształtowania środowiska, nauczyciel akademicki Wydziału Inżynierii Kształtowania Środowiska i Geodezji Uniwersytetu Przyrodniczego we Wrocławiu.
Absolwent Wydziału Elektroniki Politechniki Wrocławskiej. Stopień doktora nauk technicznych uzyskał w 1978 roku na podstawie rozprawy pt. Modelowanie ruchu wody gruntowej dla przypadku odwodnienia drenami w warunkach podłoża nieprzepuszczalnego a stopień doktora habilitowanego nauk rolniczych w 1992 roku na podstawie rozprawy pt. Ruch wody glebowej w strefach saturacji i aeracji wywołany działaniem drenu w różnych warunkach atmosferycznych. Tytuł profesora zwyczajnego otrzymał w 2002 roku.
Zajmował się przede wszystkim matematycznym modelowaniem systemów wodnych i procesów środowiskowych oraz zagadnieniami związanymi z automatyzowaniem urządzeń wodno-melioracyjnych. W szczególności koncentrował się na zagadnieniach związanych z automatyzowaniem urządzeń wodno-melioracyjnych, budową układów pomiarowo-rejestrujących, matematycznym modelowaniem ruchu wody gruntowej i glebowej wywołanego działaniem urządzeń melioracyjnych i różnymi warunkami atmosferycznymi, analizą pracy i projektowaniem zautomatyzowanych urządzeń wodno-melioracyjnych na podstawie opracowanych modeli matematycznych symulujących ruch wody w gruncie i glebie oraz matematycznym modelowaniem migracji zanieczyszczeń w gruncie.
W skład jego dorobku naukowego wchodzi ponad 100 pozycji, w tym 6 patentów. Jest współautorem podręcznika Intelligent Decision Support. Handbook of Applications and Advances of the Rough Sets Theory (Kluwer Academic Publishers, 1992, Holandia) oraz autorem skryptu Regulacja i matematyczne modelowanie ruchu wody w glebie (Wydawnictwo Akademii Rolniczej we Wrocławiu, 2001).
Brał udział w realizacji wielu prac projektowych dotyczących zaprojektowania i wykonania prototypowych urządzeń pomiarowo-rejestrujących. Odbył  wiele staży naukowych w  kraju i zagranicą między innymi w Instytucie Gospodarki Wodnej i Ekologii Krajobrazu na Uniwersytecie Christiana Albrechta w Kilonii oraz na Uniwersytecie w Rostoku.
Działalność dydaktyczną rozpoczął w 1974. Był kierownikiem Zakładu Organizacji i Technologii Robót Melioracyjnych i Budowlanych, oraz członkiem: stałej komisji ds. środków trwałych, komisji badań naukowych, Stowarzyszenia Inżynierów Wodnych i Melioracyjnych NOT, Stowarzyszenia Elektryków Polskich NOT, Sekcji Sudeckiej Komitetu Zagospodarowania Ziem Górskich PAN, Polskiego Klubu Ekologicznego oraz Polskiego Towarzystwa Inżynierii Ekologicznej.
Został odznaczony Złotym Krzyżem Zasługi oraz Odznaką Zasłużony dla Akademii Rolniczej. Otrzymał nagrodę Ministra Rolnictwa i Gospodarki Żywnościowej – naukową zespołową II stopnia Za szczególne osiągnięcia w dziedzinie nauki i wdrażania postępu naukowo-technicznego (1989), nagrodę Rady Wojewódzkiej Naczelnej Organizacji Technicznej we Wrocławiu - zespołową II stopnia Za wybitne osiągnięcia w dziedzinie techniki (1987) oraz kilkanaście nagród JM Rektora UP we Wrocławiu.
Został pochowany na Cmentarzu Świętej Rodziny we Wrocławiu.